# كونستانتين كونتوميتس
كونستانتين كونتوميتس (باليونانية: Κωνσταντῖνος ὁ Κοντομύτης) هو قائد ونبيل بيزنطي. ارسله الإمبراطور ميخائيل الثالث في عام 859 لصقلية على رأس 300 سفينة لمواجهة الفتح الإسلامي لصقلية والذي انتهى بهزيمة اسطوله.